# بوب ديفيد
بوب ديفيد هو لاعب هوكي الجليد كندي، (ولد في نورث باتلفورد في كندا 1918 – 2001 م).